# Pindos (Schiff)
Die Pindos (L65) der Königlich Griechischen Marine war ein Geleitzerstörer der britischen Hunt-Klasse vom Typ III, der für die britische Royal Navy gebaut worden war. Das Schiff wurde 1942 von der griechischen Marine als erster von vier gleichen Zerstörern in Dienst genommen und unter britischem Oberbefehl eingesetzt.

Der Zerstörer verblieb auf Leihbasis auch nach dem Krieg in griechischen Diensten, die insgesamt von 1946 bis 1959 über acht Schiffe der Hunt-Klasse verfügte. 1959 wurde die Pindos gestrichen, formal an Großbritannien zurückgegeben und im folgenden Jahr verschrottet.

## Geschichte des Schiffes
Das Schiff wurde als Geleitzerstörer am 23. August 1940 im Rahmen des britischen Kriegshaushalts von 1940 bei Swan Hunter in Wallsend zusammen mit weiteren Schiffen vom Typ III der Hunt-Klasse bestellt. Die Bauwerft hatte schon vier der Vorkriegsaufträge (Typ I) erhalten und war mit acht und vier Bauaufträgen aus den Kriegsbauprogrammen 1939 (Typ II) und 1940 (Typ III) der Hauptlieferant dieser Geleitzerstörer.
Die Kiellegung des 13. Auftrages mit der Baunummer 1643 erfolgte am 3. April 1941 und er lief als Bolebroke am 5. November 1941 vom Stapel. 1942 hatte die Royal Navy Schwierigkeiten bei der Bemannung ihrer Schiffe und gab daher Schiffe an die alliierten Marinen ab. Dieses Verfahren hatte schon im Mai 1940 begonnen als der Zerstörer Garland der polnischen Marine zur Verfügung gestellt worden war.

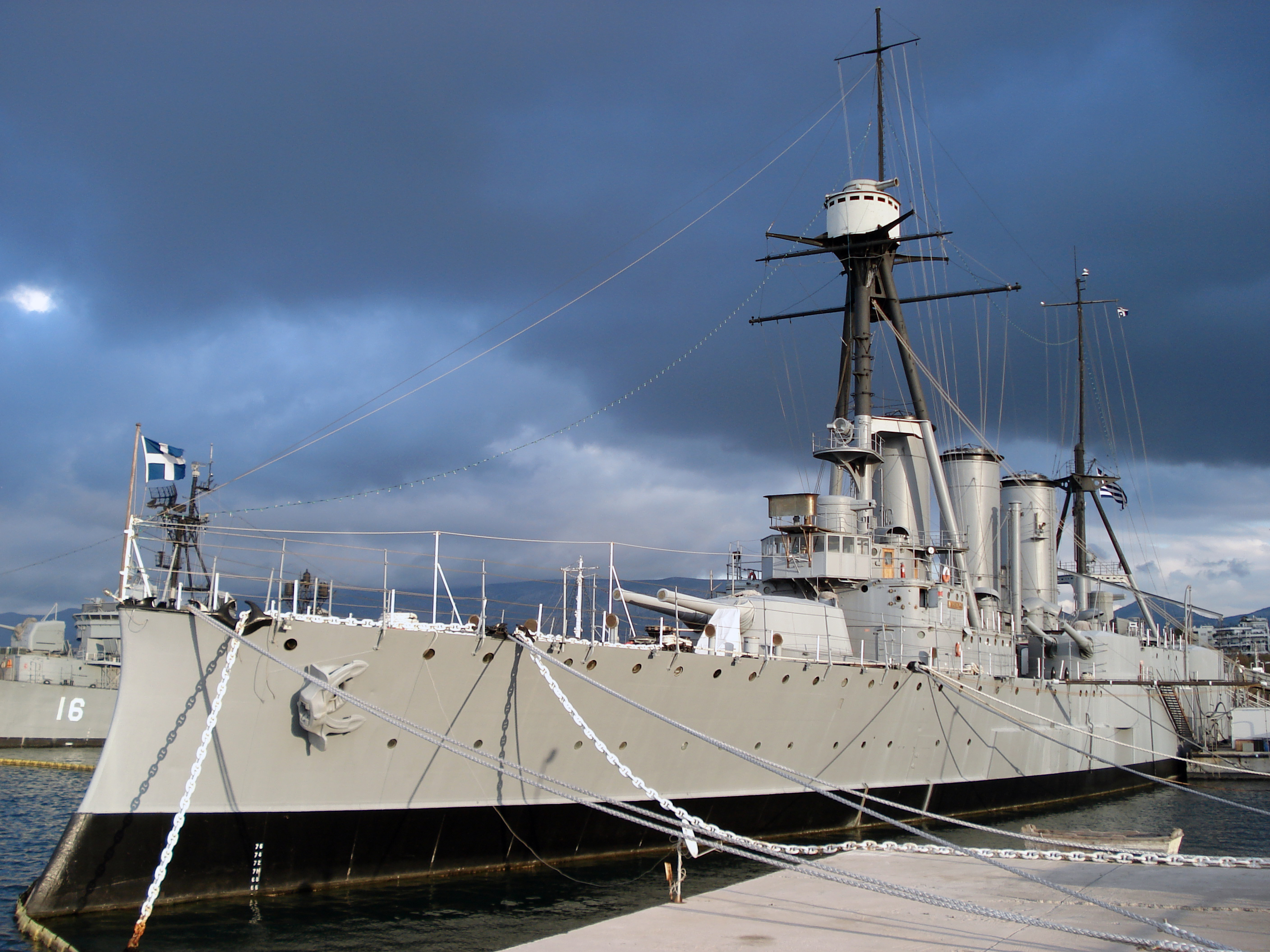
Das Flottenflaggschiff Georgios Averof

Die griechische Marine war 1941 mit einem alten Panzerkreuzer, sechs Zerstörern und fünf Unterseebooten nach Ägypten zu den Briten entkommen. Ihr größtes Schiff war im Juli 1942 der alte Kreuzer Georgios Averoff, ihr modernstes Überwasserschiff der in Großbritannien gebaute Zerstörer Vasilissa Olga ähnlich der H-Klasse. Viele der beim deutschen Angriff auf Griechenland entkommenen Schiffe der griechischen Marine waren veraltet oder reparaturbedürftig. Die Briten entschieden sich, an die Griechen vier neue Hunt-Zerstörer zu verleihen, die als Adrias (ex-Border), Kanaris (ex-Hatherleigh), Miaoulis (ex-Modbury) und Pindos unter griechischer Flagge in Dienst kamen. Drei Neubauten kamen von Swan Hunter in Wallsend und das vierte Schiff von der benachbarten High Walker Werft von Vickers-Armstrong, so dass die Griechen nur in Newcastle ein Abnahme- und Ausbildungs-Kommando zu bilden hatten.
Als erstes Schiff wurde die Bolebroke am 27. Juni 1942 als Pindos in Dienst gestellt, die von der griechischen Marine während der Endausrüstung am 4. Juni übernommen worden war. Benannt wurde das Schiff nach dem Pindosgebirge, in dem Anfang November 1940 die Griechen einen der Angriffe der Italiener auf Griechenland erfolgreich abgewehrt hatten.

### Kriegseinsätze
Die Pindos begann ihren Dienst wie fast alle Einheiten dieser Größe zuerst bei der Home Fleet in Scapa Flow.

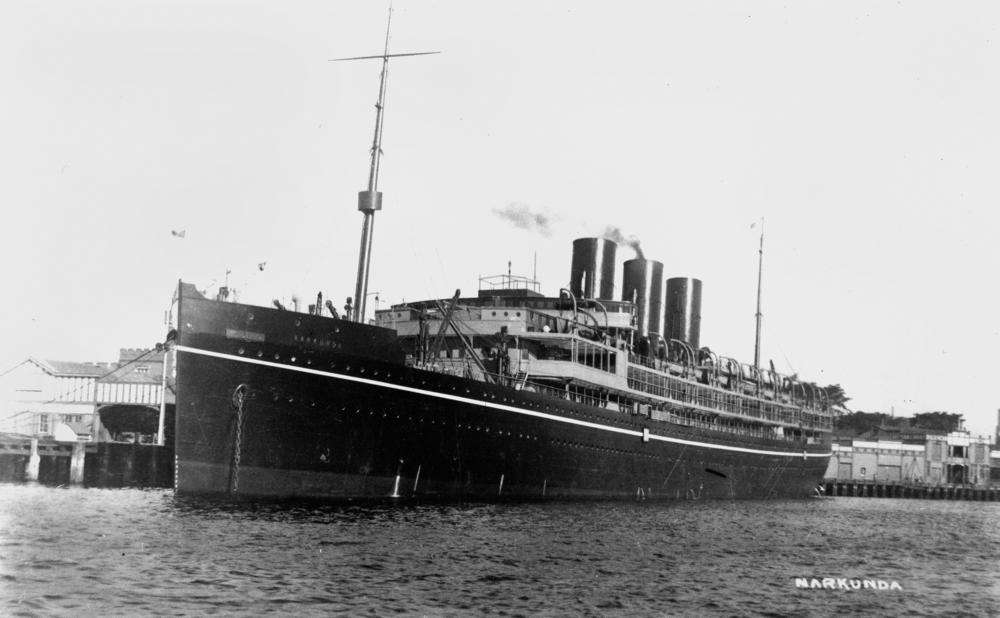
Die Narkunda (16227 BRT), Flaggschiff des Konvois WS 22

Einsatzgebiet der neuen griechischen Schiffe sollte allerdings das östliche Mittelmeer mit Alexandria als Basis sein. Am 12. August begann ihre Verlegung in das vorgesehene Operationsgebiet unter Nutzung des Schiffes für verschiedene Geleitaufgaben auf dem Überführungsmarsch um Afrika nach Ägypten. Zuerst geleitete sie eine Motorboot-Flottille nach Gibraltar. Es folgte ein Geleitzug mit militärischen Versorgungsgütern und Truppen (WS 22) bis nach Freetown zusammen mit der britischen Derwent. Am 15. November traf die Pindos in Alexandria ein, das bis zum 11. Dezember auch noch von den Schwesterschiffen Kanaris und Miaoulis erreicht wurde.

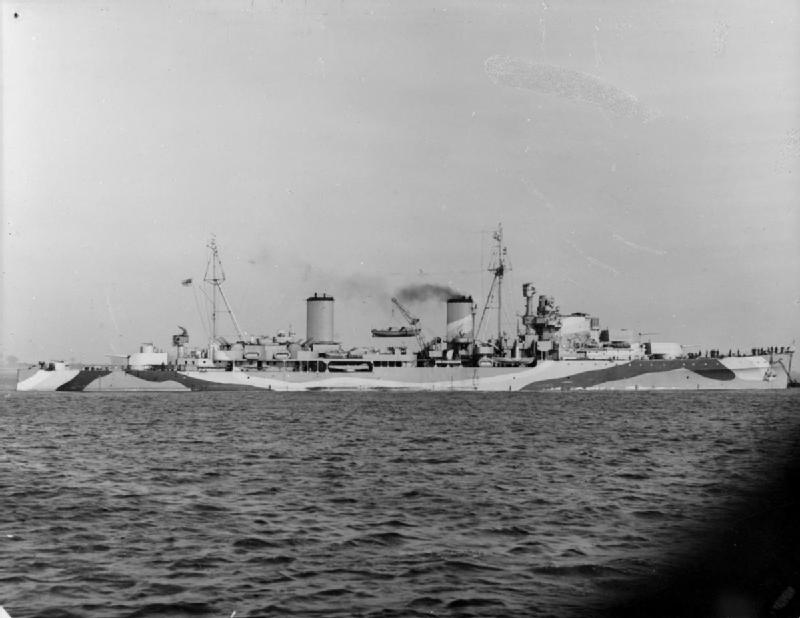
Die während der „Operation Stoneage“ schwer beschädigte Arethusa

Zuvor gehörte die Pindos gleich nach ihrem Eintreffen zu den Sicherungseinheiten der Operation „Stoneage“, mit der benötigte Güter auf den Frachtern Denbighshire (8393 BRT), Bantam (NL, 9312 BRT), Robin Locksley (US, 7000 BRT) und Mormacmoon (US, 7939 BRT) nach Malta gebracht werden sollten. Der griechische Zerstörer gehörte zu einer Flottille von zehn Hunt-Zerstörern, die den Geleitzug MW 13 unmittelbar sicherten. Dazu bildeten das 5. Kreuzergeschwader mit fünf Leichten Kreuzern und die 14. Zerstörerflottille mit sieben Flottenzerstörern einen Deckungsverband. Durch den Vormarsch in Libyen war es möglich, dem Geleitzug über einen großen Teil des Marsches Luftverteidigung zu geben und der mögliche Angriffskorridor war für die Achsenmächte erheblich verringert. Nach ersten erfolglosen Luftangriffen drehten die Kreuzer bis auf Euryalus auf der Höhe von Derna am frühen Abend des 17. November ab. Wenig später entdeckten italienische Torpedoflieger den Kreuzerverband und erzielten einen Treffer auf der Arethusa. Der schwer beschädigte Kreuzer geriet in Brand, 156 Mann starben an Bord und 43 wurden schwer verletzt. Trotz Schlagseite gelang es der Petard, den Kreuzer in drei Tagen nach Alexandria einzuschleppen.

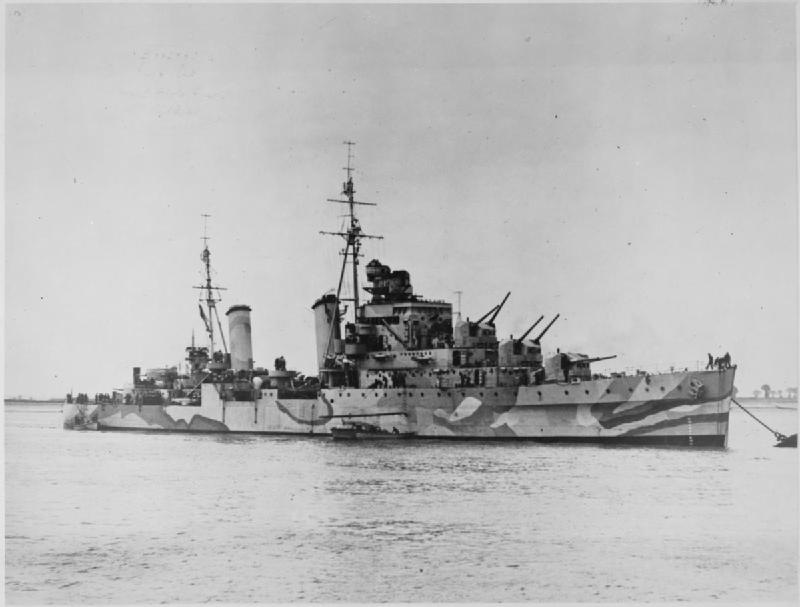
Die Euryalus, Flaggschiff des Konvois MW 13

Gelegentliche Luftangriffe brachten keine weiteren Erfolge, der nach Malta weitermarschierende Konvoi blieb aber unentdeckt. In den ersten Stunden des 20. November liefen die Euryalus, die zehn Hunt-Zerstörer und die vier unversehrten Frachter mit 35.000 t Ladung in Malta ein. Sie sicherten den Fortbestand Maltas als Einsatzbasis für Monate, zumal die Fahrten des schnellen Minenlegers Welshman beibehalten wurden, der schnell und gezielt Mangelgüter nach Malta transportierte und auch vor und nach dem erfolgreichen Geleitzug mit derartigen Gütern in Malta eintraf.
Nach weiteren Sicherungsaufgaben bei weiteren Versorgungstransporten nach Malta oder an der nordafrikanischen Küste bildete die Pindos ab März 1943 mit den griechischen Schwesterschiffen Kanaris und Miaoulis sowie britischen Hunt-Zerstörern Aldenham, Beaufort und Belvoir eine neue, multinationale Flottille.
Anfang Juli 1943 gehörten die griechischen Hunt-Zerstörer zu den Sicherungsstreitkräften bei der alliierten Landung an der Süd- und Südostküste Siziliens (Operation Husky), wobei jetzt auch die Adrias im Mittelmeer eingetroffen war.

Bei der Sicherung der Versorgungsfahrten gelang der Pindos mit der britischen Easton am 22. August die Versenkung von U 458 nahe Pantelleria, das nach Wasserbombenangriffen auftauchen musste und von der Easton gerammt wurde. Die Pindos schleppte das britische Schiff, das bis September 1944 ausfiel, nach Malta und barg 43 Mann des versenkten U-Boots.
Anschließend übernahm die Pindos ähnliche Aufgaben bei der alliierten Landung bei Salerno (Operation Avalanche), ehe sie Ende September zur Ägäis abgeordnet wurde.
Dort hatten die Briten ohne US-amerikanische Unterstützung nach der italienischen Kapitulation am 8. September 1943 versucht, sich mit der vorbereiten „Operation Accolade“ in den Besitz der seit 1912 unter italienischen Herrschaft stehenden Inseln des Dodekanes zu bringen. Dies scheiterte insbesondere im Fall Rhodos, wo die dort unter General Kleemann stationierte Wehrmacht die zahlenmäßig weit überlegenen Italiener angriff und zur Kapitulation zwang.
Den Briten gelang die Besetzung von Kastelorizo, Kos, Kalymnos, Samos, Leros, Symi und Astypalaia, die Deutschen besetzten im Gegenzug Karpathos, Kasos und die von Italienern besetzten griechischen Inseln der Sporaden und Kykladen. Auch Kos (Unternehmen Eisbär) und Leros sollten zurückerobert werden.
Die Hunt-Zerstörer Aldenham, Pindos und Themistocles hatten zwar erfolgreich Vorräte nach Leros transportiert, befanden sich am 3. Oktober 1943 im Seegebiet um Kos und hatten durch die Luftaufklärung Kenntnis von den anmarschierenden deutschen Invasionskonvoi, konnten aber wegen Brennstoffmangels nicht eingreifen.
In den Nächten vom 12./13. und 13./14.11. suchten britische Zerstörergruppen erfolglos nach deutschen Transportschiffen, welche die als „Unternehmen Leopard“ durchgeführte Landung auf Leros unterstützten. Die Pindos suchte zusammen mit dem Flottillenführer Faulknor und der Beaufort. Die Gruppe beschoss in beiden Nächten deutsche Landziele auf Leros, musste dann aber erneut wegen Kraftstoffmangels ablaufen. Als am 22. November auch die britisch-italienische Besatzung von Samos kapitulierte, hatten die Deutschen die Rückeroberung des Dodekanes abgeschlossen.
Wegen des Streites um eine neue griechische Exilregierung, in der auch die in der Heimat kämpfenden Widerstandsgruppen angemessen vertreten waren, kam es Ende März 1944 zu Meutereien bei griechischen Verbänden in Ägypten. So weigerten sich auch die Geleitzerstörer Miaoulis und Pindos, Alexandria zu verlassen, um nach Tarent zu verlegen. Die Offiziere der Pindos wurden von den meuternden Matrosen über Bord geworfen. Ein britischer Verbindungsoffizier konnte vermitteln und die Pindos lief schließlich mit neuen Offizieren nach einer Woche mit der Miaoulis nach Italien aus.
Im August 1944 geleitete die Pindos einen Geleitzug mit Versorgungsgütern zum Landungsgebiet in Südfrankreich. Zusammen mit dem inzwischen sechsten griechischen Hunt-Zerstörer Kriti verblieb sie eine Zeitlang zur Absicherung des Landungsabschnittes und seiner Versorgung vor der südfranzösischen Küste.
Am 6. bis 9. November 1944 eskortierte die Pindos die Rückführung der als besonders königstreu geltenden sog. Riminibrigade auf dem Dampfer MS Alkantara von Tarent nach Athen. Ab Ende September 1944 gehörte die Pindos wie Themistocles, Kriti, Kanaris, Miaoulis und der Zerstörer Navarinon zur „British Aegean Force“, die mit sieben Geleitträgern, sieben Leichten Kreuzern, sieben weiteren Flottenzertörern und sechs weiteren Geleitzerstörern die Besetzung der von den Deutschen geräumten griechischen Inseln und Festlandsteile unterstützte („Operation Manna“). Die griechischen Einheiten unterstützten die einzelnen Landungen ggf. durch vorbereitende Beschießungen, Artillerieunterstützung bei den Landungen und Angriffen auf die abziehenden Besatzer.

### Ende der Dienstzeit
Die Pindos blieb während des Griechischen Bürgerkriegs im Dienst und wurde im September 1959 von der Flottenliste gestrichen und formal der Royal Navy zurückgegeben. Sie wurde 1960 in Griechenland zum Abbruch verkauft.